# Tanahsareal
Tanahsareal is een bestuurslaag in het regentschap Kota Bogor van de provincie West-Java, Indonesië. Tanahsareal telt 8847 inwoners (volkstelling 2010).